# Sharabha
Sharabha (sanskrit: शरभ, kannada: ಶರಭ) er i hinduismen et ottebenet mytologisk dyr, der er delvist løve og delvist fugl. Ifølge Sanskrit litteratur er Sharabha mægtigere end både løven, som den kan dræbe, og elefanten. Dyret kan desuden hoppe over en dal. I senere litteratur er Sharabha en ottebenet hjort.
I den hinduistiske vaishnavisme er "Sharabha" et af guden Vishnus navne, mens Sharabha i buddhismen optræder i  Jataka Fortællingerne som Buddha i et tidligere liv.

## References
1. ↑  Pattanaik, Devdutt (2006). Shiva to Shankara: decoding the phallic symbol. Sharabha (Shiva Purana). Indus Source. s. 157. ISBN 8188569046. {{cite book}}: Mere end en |pages= og |page= angivet (hjælp)
2. ↑  "शरभ". Monier Williams Sanskrit-English Dictionary. s. 1057. Arkiveret fra originalen 26. februar 2012. Hentet 18. januar 2010.

| Mytologi | Spire Denne artikel om mytologi er en spire som bør udbygges. Du er velkommen til at hjælpe Wikipedia ved at udvide den. |